# Dokumentation
Unter Dokumentation versteht man die Nutzbarmachung von Informationen zur weiteren Verwendung. Ziel der Dokumentation ist es, schriftlich oder auf andere Weise dauerhaft niedergelegte Informationen (Dokumente) gezielt auffindbar zu machen. Dokumente in diesem Sinne können Fachbücher, Zeitschriftenartikel oder sonstige Druckschriften sein, aber auch Archivalien, Bilder, Filme, Tonaufzeichnungen und Ähnliches. Auch wissenschaftlich erhobene Daten können im Sinne einer Dokumentation behandelt werden.
Die durch Dokumentation ermittelten Angaben über ein Objekt bezeichnet man als Metadaten.
Paul Otlet prägte Anfang des 20. Jahrhunderts den Begriff Dokumentation als die Sammlung, Ordnung und Nutzbarmachung von Dokumenten aller Art.
Einige Qualitätsmerkmale von Dokumentation sind:
Vollständigkeit, Übersichtlichkeit, Verständlichkeit, Strukturiertheit, Korrektheit, Editierbarkeit, Nachvollziehbarkeit, Integrität/Authentizität (z. B. Änderungshistorie), Objektivität

## Katalogisierung in Bibliotheken
Die Erschließung von Informationen ist eine der wesentlichen Aufgaben von Bibliotheken und anderen Dokumentationseinrichtungen. In Bibliotheken wird zur Erschließung neu erworbener Publikationen die Katalogisierung dieser Publikationen durchgeführt, d. h. die Publikationen werden in den Bibliothekskatalog eingetragen. Dies geschieht in der Regel unter Berücksichtigung von Regelwerken (z. B. RDA oder AACR) und mit Hilfe von Dokumentationssprachen und anderen kontrollierten Vokabularien. Daneben kommen immer häufiger automatische Verfahren des Information Retrieval zum Einsatz.
Im Bibliothekswesen wird zwischen Formalerschließung und Sacherschließung unterschieden. Während sich die Formalerschließung auf die (objektiven) formalen Kriterien eines Objektes beschränkt, geht die Sacherschließung auf dessen Inhalt ein.

## Projektmanagement und Softwareentwicklung
Dokumentation bedeutet in den Bereichen Projektmanagement und Softwareentwicklung, sämtliche Beschlüsse, Schritte und Maßnahmen zu beschreiben, die während des Projekt- bzw. Entwicklungszeitraums getroffen wurden. Das Ziel dieser Form der Dokumentation ist eine Nachvollziehbarkeit von Entscheidungen und damit ein einheitliches Verständnis von Ist- und Soll-Zustand, des Dokumentationsgegenstandes.
Eine Dokumentation kann – neben dem eigentlichen Inhalt – folgende Informationen enthalten:
- eindeutige Zuordnung zu einem Prozess
- verantwortlicher Prozesseigner
- Datum und Unterschrift der Änderung
- Abnahmevermerk des Prozesseigners mit Datum und Unterschrift
- offizieller aktueller Stand des Dokumentes: Datum und Link
- Liste der Anlagen mit Links

## Andere Formen von Dokumentation
Dokumentationen als Publikationsform bezeichnen journalistisch aufbereitete Berichte, die mithilfe von Quellen und Zeugnissen Anspruch auf Nichtfiktionalität, auf Bezug zur realen Welt, erheben.
In Printmedien spricht man von einer Dokumentation, wenn ein Originaldokument ganz oder in Auszügen wiedergegeben wird. Die Einbettung kurzer Auszüge aus Originaldokumenten in einen journalistischen Text nennt man dagegen 
Zitat.